# George Hendry
George Hendry (* 2. September 1920 in St. Louis; † 17. August 2011 ebenda) war ein amerikanischer Tischtennisspieler. Er gewann bei der Weltmeisterschaft 1938 mit der US-Mannschaft Bronze.

## Werdegang
George Hendry erzielte Mitte der 1930er Jahre erste Erfolge bei nationalen US-Turnieren. 1938 wurde er für die Teilnahme an der Weltmeisterschaft in London nominiert. Hier setzte er sich im Einzel gegen den Ungarn Ernő Földi und den Engländer Stanley Proffitt durch. In der nächsten Runde unterlag er allerdings dem späteren Vizeweltmeister Richard Bergmann aus Österreich. Das Doppel mit Cai Fuhrman verlor er gegen die Österreicher Alfred Liebster/Karl Sediwy. Am erfolgreichsten war er mit der amerikanischen Mannschaft, die Dritter wurde. Nach dieser WM wurde George Hendry in der nationalen amerikanischen Rangliste auf Platz zwei geführt.
In den 1940er Jahren veranstaltete er zusammen mit Coleman Clark Schaukämpfe in den USA. Von 1952 bis 1981 spielte er nicht mehr Tischtennis, stattdessen verlegte er seinen Schwerpunkt auf seine berufliche Karriere in St. Louis. Danach erzielte er in Seniorenturnieren viele Erfolge. 1990 wurde er Seniorenweltmeister in der Altersklasse Ü70.

## Privat
George Hendry war verheiratet und hatte Kinder. Die Ehe wurde geschieden.

## Turnierergebnisse
| Verband | Veranstaltung     | Jahr | Ort     | Land | Einzel    | Doppel    | Mixed        | Team |
| ------- | ----------------- | ---- | ------- | ---- | --------- | --------- | ------------ | ---- |
| USA     | Weltmeisterschaft | 1938 | Wembley | ENG  | letzte 32 | letzte 32 | keine Teiln. | 3    |